# Arthur Humble Evans
Arthur Humble Evans (Seremerston (Northumberland), 23 febbraio 1855 – Crowthorne, 28 marzo 1943) è stato un ornitologo e botanico britannico.

## Biografia
Canon Tristram spinse Evans a proseguire gli studi di ornitologia e botanica, che nel 1879 si laureò con W. A. Forbes e con il professore Alfred Newton. Nello stesso anno si iscrisse alla British Ornithological Society; al momento della sua morte, Evans era il membro più anziano di questa società.
Evans fu membro onorario dell'American Ornithologists' Union.
Evans pubblicò su Scottish Naturalist, Annals of Scottish Natural History e The Ibis; per quest'ultima rivista divenne curatore assieme a P.L. Sclater negli anni dal 1901 al 1912.
Collaborò con S. B. Wilson per la pubblicazione  di Aves Hawaiiensis (1890-1899) e con T. E. Buckley nell'opera A Vertebrate Fauna of the Shetland Islands.
Nel 1904, fornì contributi a Birds of the County per l'Handbook on the Natural History of Cambridgeshire di Marr e Shipley.
Nel 1905 partecipò a un viaggio in Sudafrica e nel 1914 ad uno in Australia. I resoconti di questi viaggi furono pubblicati sulla rivista The Ibis.
Nel 1923, nell'History of the Fen District, il volume On the Natural History of Wicken Fen.
Nel 1928, al pensionamento, si ritirò a Crowthorne dove rimase fino alla sua morte.
Evans si è occupato anche di botanica, in particolare di spermatofite. Evans descrisse la specie delle Asteraceae Arctium vulgare (Hill) A.H.Evans.

## Opere (parziale)
- (EN)  Birds, illustrato da George Edward Lodge, Cambridge Natural History, 1899
- (EN)  Aves Hawaiienses, 1890-1899, con Scott Barchard Wilson
- (EN)  A Vertebrate Fauna of the Shetland Islands], 1899, con Thomas Edward Buckley
- (EN)  Turner on Birds (1903)
- (EN)  A Fauna of the Tweed Area, 1911
- (EN)  The Birds of Britain, 1916